# Благоева, Вела
Вела Благоева (болг. Вела Благоева; Виктория Атанасова Живкова, 29 сентября 1859, Велико-Тырново, Османская Болгария — 21 июля 1921, София, Болгария) — болгарская писательница, журналистка, педагог. Считается одной из основательниц движения за права женщин в Болгарии. Супруга Димитра Благоева.

## Ранние годы и образование
Виктория Атанасова Живкова родилась 29 сентября 1859 года в городе Велико-Тырново. Младшая из пяти детей Неды Спиридоновой и Атанаса Живкова. Сёстры — Мариола и Роза, братья — Георгий Живков, политик, трижды избиравшийся председателем Национальной ассамблеи Болгарии и Никола Живков, основатель первого детского сада в Болгарии и автор слов первого национального гимна Болгарии Шуми Марица.
Поскольку семья часто меняла место жительства, Виктория училась в Оряхове, Великом Тырнове, Русе, Габрово, Старой Загоре. Стала учителем и преподавала в Берковице, Стамбуле, Тырнове и Варне. В 1874 году Виктория вместе с братом Николой на собственные деньги построили школу для девочек и церковь в Варне. В 1876 году переезжает в Российскую империю, где оканчивает медицинские курсы. Во время Русско-турецкой войны работает медсестрой в Великом Тырнове и Свиштове. После войны проходит трёхлетние педагогические курсы в Мариинской гимназии в Петербурге. В этот период Виктория дважды встречается с писателем И. С. Тургеневым. В 1881 году возвращается в Болгарию и преподаёт в Эдирне и Битоле. Вскоре возвращается в Россию, где посещает Бестужевские курсы. Большое влияние на Викторию оказали студенческие выступления против самодержавия в Российской империи. В этот же период Вела знакомится с Димитром Благоевым, за которого вскоре выходит замуж.

## Карьера
В 1884 Благоева возвращается в Болгарию, где преподаёт в школе для девочек в Софии (Софийското образцово девическо училище). С июня 1885 года Виктория с мужем издают первый социалистический журнал в Болгарии «Съвременний показател». Виктория пишет статьи о дискриминации учителей, равенстве, женском образовании. Благоеву неоднократно увольняли из-за её открытых высказываний на тему политики, поэтому она была вынуждена часто менять место работы. Она преподавала в школах Софии (1884—1885; 1905—1907), Шумена (1886—1887), Видина (1887—1890), Великого Тырнова (1890—1892), Старой Загоры (1892—1893), Пловдива (1893—1896; 1902—1903), Тулчи (1901—1902) и Трыстеника (1907—1912). Из-за ухудшения состояния здоровья Виктория отходит от преподавательской деятельности.
C 1894 Благоева начинает издавать журнал «Дело», в котором публикуются социалистические литературные произведения болгарских авторов, в том числе стихи Кирила Христова, Димитра Полянова, Ивана Андрейчина и проза Антона Страшимирова. Виктория издавала журнал до 1896 года, когда из-за деятельности своего мужа была вынуждена прекратить издательскую деятельность.
В 1901 году Вела Благоева вместе с Димитраной Ивановой, Екатериной Каравеловой, Анной Каримой, Киной Коновой, Юлией Малиновой и другими основывают первую национальную женскую организацию в Болгарии, Болгарский женский союз (Български женски съюз). Через два года из-за разногласий с другими членами организации Благоева покидает организацию. Она считает, что союз всё больше ориентируется на проблемах высших слоёв населения, забывая при этом о нуждах рабочего класса. Вела Благоева начинает издавать журнал Женский труд (Дамски труда), в котором она отстаивает права рабочих.
В 1905 Благоева создаёт первую образовательную организацию для женщин-рабочих, и в августе того же года организовывает конференцию женщин-социалисток в Софии. Это вызвало волну критики, в том числе со стороны её мужа, поскольку мужчины считали, что женщины не должны участвовать в объединённых рабочих движениях. Несмотря на это, Благоева продолжает выдвигать идеи о независимости женщин, равном доступе к образованию, оплате женского труда, отмене наказания за проституцию.

## Личная жизнь
У Велы и Димитра было четверо детей: Стела (1887—1954), Наталия (1889—1943), Владимир (1893—1925) и Димитр (1895—1918). Вела Благоева умерла в Софии 21 июля 1921 года. В 1995 году одна из школ в Великом Тырнове была названа в её честь (Средно общообразователно училище «Вела Благоева»).

## Избранные работы
- Методика на българския език за народните елементарни и трикласни училища. 1892[5]
- Царица Теодора. Скица из българския живот от XIV век. 1894[5]
- Процес. 1898[5]
- След бурята. 1904[5]
- Две повести из народния живот на българите. 1904[5]